# Kutani-yaki

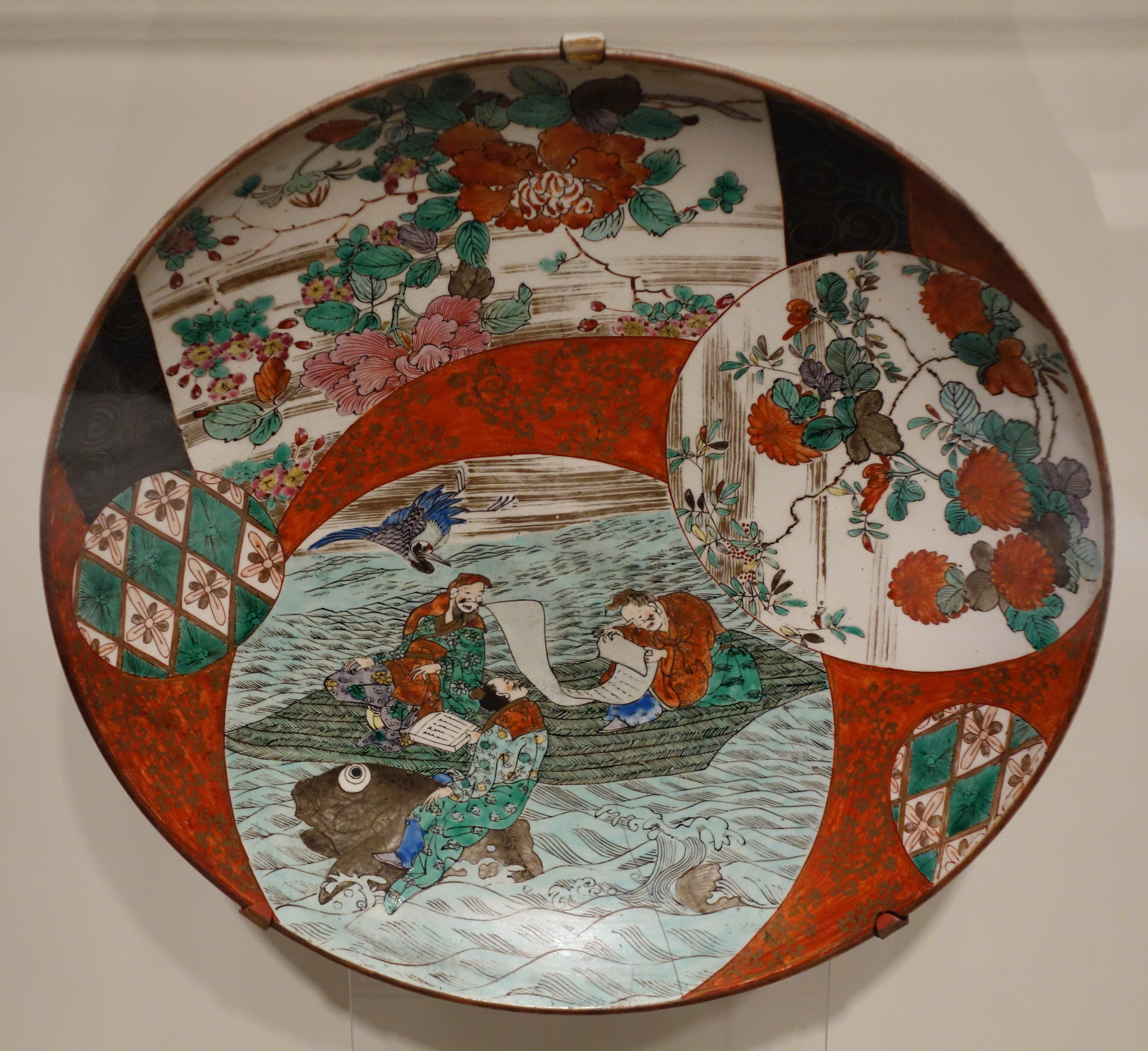
Li Bo chevauchant une carpe, Kunati-yaki, XIXe siècle, porcelaine, Musée d'Art de Cincinnati

Le Kutani-yaki (九谷焼) est un style de porcelaine qui appartient à la céramique japonaise. Conçue dans la préfecture d'Ishikawa, elle est apparue durant la période Edo, en 1656, et elle puise ses origines dans la porcelaine chinoise.
Disparue durant la période Genroku, la porcelaine Kutani va réapparaître au XIXe siècle et est encore produite aujourd'hui.

## Histoire

### Origines et nom

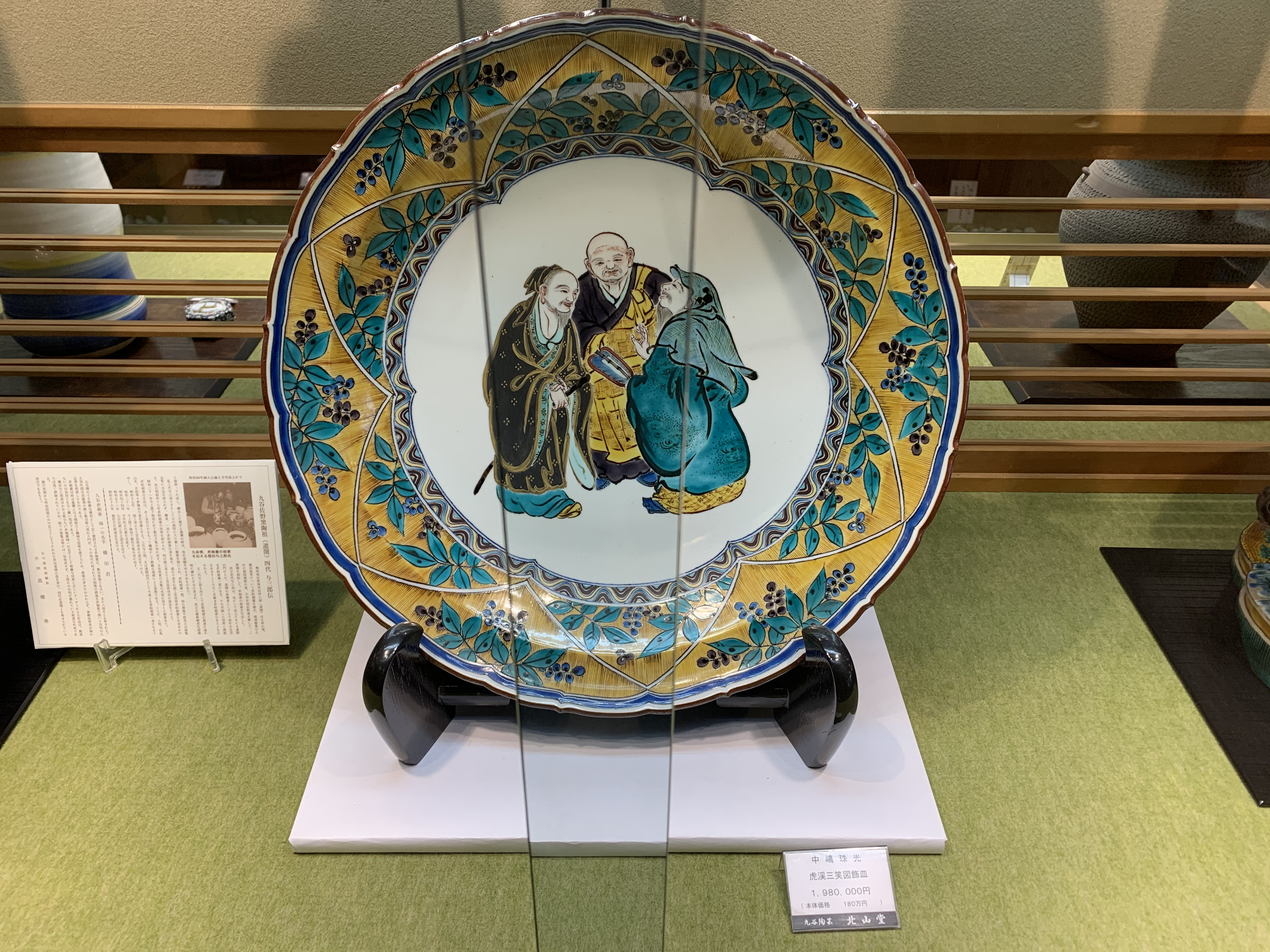
Trois vieillards riants, assiette, Kutani-Yaki, XIXe siècle

La porcelaine Kutani s'inspire librement des porcelaines chinoises, et en adopte de nombreuses techniques, et artisanats. C'est dans le cadre d'une politique d'encouragement à l'artisanat local que le village de Kutani est choisi pour devenir le siège de four à porcelaine. La raison est la découverte d'argile de haute qualité dans le village. Les potiers vinrent de Hizen (préfecture de Saga), qui était connue à l'époque comme un centre de production de porcelaine. C'est le début de la fabrication locale de porcelaine colorée,.
Le type de poterie a été nommé Kutani-yaki d'après le village où il est apparu, et possède de nombreuses caractéristiques propres. Le Ko-Kutani (古九谷, litt. ancien Kutani), désigne la période qui s'étend de sa création en 1656 à sa disparition durant la période Genroku et le saiko-Kutani (最古九谷, le Kutani ressuscité), désigne quant à lui le style de sa réapparition au XIXe siècle à aujourd'hui,.

### Ko-Kutani(古九谷?)
Un membre du clan Kaga, Goto Saijiro, qui étudiait les méthodes de fabrication de la porcelaine à Arita, dans le nord de Kyushu, établit un four pour la fabrication d’objets Ko-kutani, une argile à porcelaine appropriée ayant été découverte dans la région. Il crée ainsi le style Ko-kutani et l'artisanat de la porcelaine dans le village,.

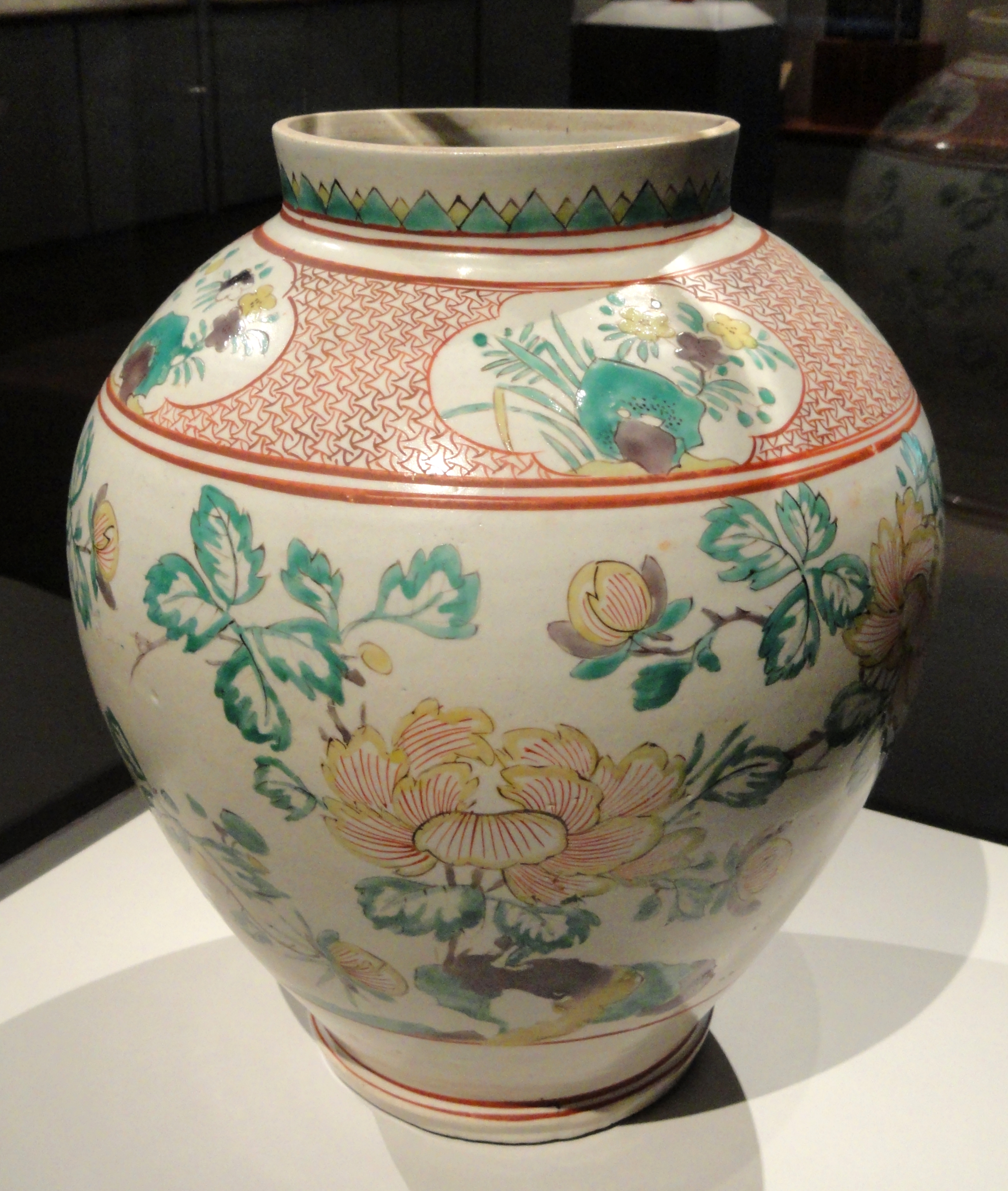
Vase de porcelaine, Kutani-yaki - Style Arita, XVIIe siècle, Art Institute of Chicago

Elle est créée sous la direction de Maeda Toshiharu, la première charge locale régissant le clan de Daishoji. La production de porcelaine a donc commencé avec la découverte de l'argile de qualité lors du développement d'une mine dans le village de Kutani basée sur les techniques nouvellement introduites d'Arita (clan Saga), célèbre pour la céramique Imari,.
L’art Kokutani ou « vieux Kutani » était représentatif de la générosité et de la splendeur de la culture du clan Kaga. Mais le style a évolué pour devenir une forme unique de porcelaine. À la fin du XVIIe siècle, cependant, la production s’est brutalement arrêtée, durant l'ère Genroku (1688-1704),.
Sa disparition est assez mystérieuse dans le sens où on ne possède que des suppositions pour expliquer sa fin : on peut cependant conjoncturer qu'il s'agit de difficulté financière du clan Kaga à cette époque.

### Saiko-Kutani(最古九谷?)
Différents fours sont apparus, avec leur propre style de conception, permettant d’établir un centre de production. Le four de Kasugayama était de style Mokubei, celui de Yoshida de style Ko-kutani.

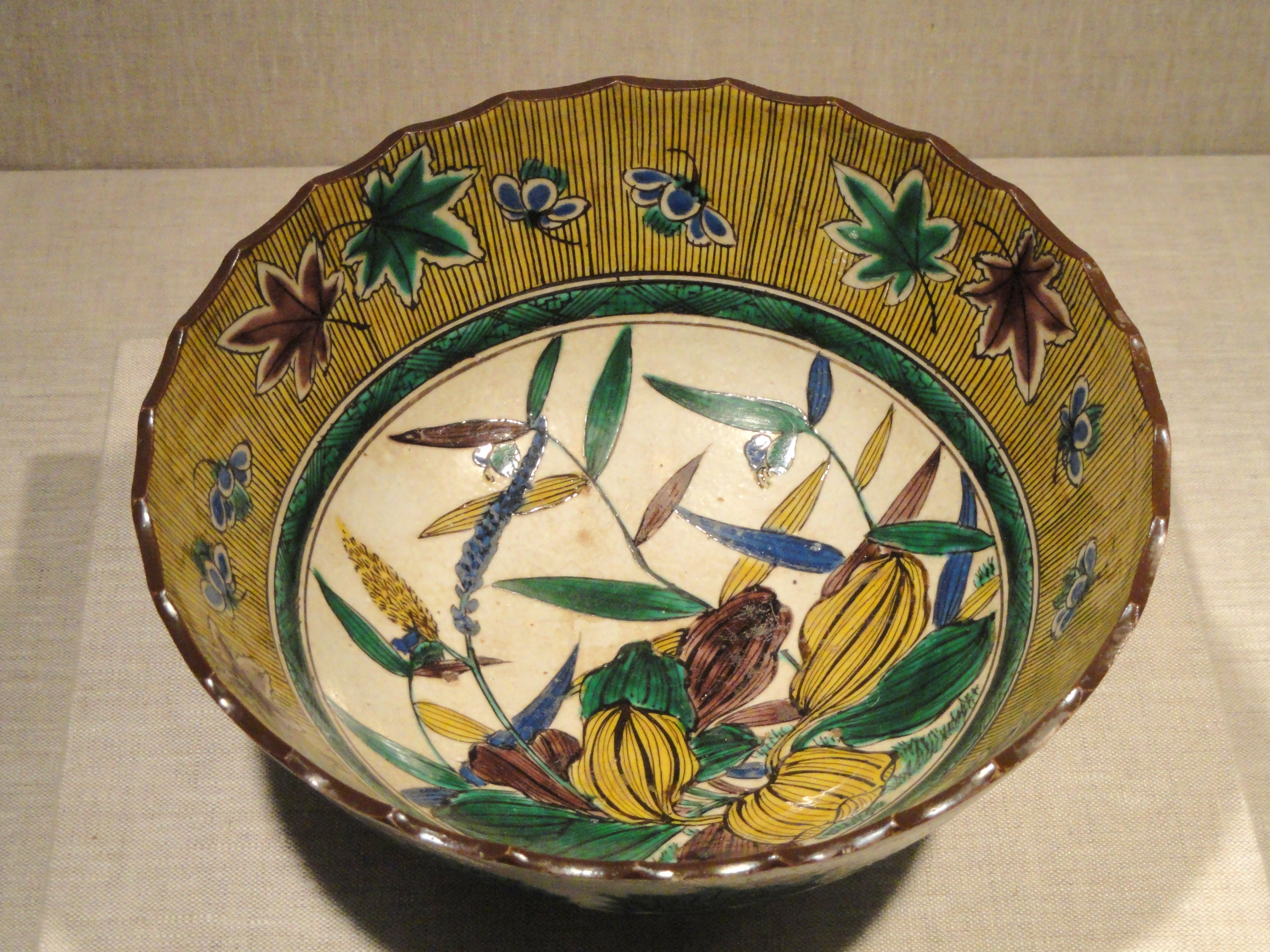
Porcelaine à décor sous glaçure et émaux sur émail, Kutani-yaki, 1825, Art Institute of Chicago

La fin de l'ère Edo est la période où la production de porcelaine Kutani redémarre après avoir disparu pendant longtemps. Le style Akae, peinture rouge détaillée, apparaît. Environ 100 ans après la fin de la production de Ko-Kutani, la production des porcelaines Kutani redémarre à Kanazawa, ville-château du clan Kaga, le clan «parent» du clan Daishoji. Les porcelaines de style Kutani ont pu naître à nouveau dans la province de Kaga (actuelle préfecture d'Ishikawa) grâce aux conseils techniques d'artistes en porcelaine de Kyoto. Un riche marchand, Yoshidaya, à Daishoji, va fonder des nouveaux fours, pour développer ce style. Mais des difficultés financières vont le freiner, malgré une très grande notoriété dans la société japonaise. À sa fermeture pour difficulté financière, un employé nommé Miyatoyama refonde des fours et leur développement fut considérablement rapide,.
Après la restauration de Meiji et avec les progrès de l'industrialisation, de nombreux ateliers sont devenus de petites manufactures de porcelaine. Le modelage et la peinture se sont de plus en plus séparés dans ces ateliers. La vaisselle Shoza a satisfait les goûts européens avec son style un peu surchargé, et après avoir été présentée aux expositions universelles de Vienne et de Paris (1873 et 1878), elle voit ses exportations augmenter énormément, état de fait qui a duré jusqu'en 1916. L'Entre-deux-guerres, un déclin drastique des exportations se fait ressentir. Mais dans la seconde moitié du XXe siècle, la porcelaine de Kutani a pu maintenir sa part des ventes de porcelaine haut de gamme aux côtés des articles Arita et Imari.
Diverses pièces de vaisselle sont maintenant fabriquées dans divers styles de Kutani, tels que des vases à fleurs, quelques ornements et des flacons de saké ornés,.
Si en 1885, 1 000 personnes étaient employés dans les ateliers, aujourd'hui, il existe 474 entreprises dans la région, allant des manufactures aux petits ateliers d'artistes traditionnels, qui emploient ensemble plus de 2 000 travailleurs. Terai, où 80% du Kutani-yaki est fabriqué, en est le centre, témoignant de la vigueur des ateliers,,.

### Fouilles archéologiques
Depuis 1970, le conseil de la préfecture d'Ishikawa entreprend l'organisation de fouilles afin de découvrir des anciennes porcelaines dans la région de Kunati. Des fours et un ensemble de pièces très importantes ont notamment été découverts au pied de la montagne sur la rive droite de la rivière Daishoji. Une grande quantité de porcelaine, de pièces de poterie et d'outils de four ont été extraites des restes des deux fours et de la source. 
Ces découvertes ont permis d'entreprendre un retour au source pour le style de porcelaine Kunati.

## Conception

### Couleurs
Avec un style particulièrement coloré, qui laisse rarement une partie de la surface sans couleur, la porcelaine Kutani est unique. Les cinq couleurs vives verte, jaune, bleue, violette et rouge, qui sont les plus utilisées, sont appelées Kutani Gosai. Ce style est également appelé Gosaite, car les cinq couleurs d'émail sont utilisées dans leur pleine mesure,.
La véritable qualité inhérente à Kutani réside dans les images multicolores émaillées de vernis. Elle se distingue par l’utilisation de pigments japonais fortement imbriqués, ce Gosaite, et par des contours en gras. La particularité du style Kutani réside sans doute dans la façon de présenter les émaux avec une brillance encore plus grande du fait de la coloration sobre de son fond bleuâtre,,.
Les objets de porcelaine Kutani qui possèdent des motifs rouges avec des ornements en or sont appelés Kinrante spécifiquement,.

### Fabrication
La pierre de poterie locale est employée pour fabriquer l’argile servant à la fabrication de la porcelaine, qui est alors formée au moyen d’une tour de potier ou d’une technique de moulage créant l’œuvre non vernie. Les motifs sont ensuite ajoutées, puis colorées. Des images en noir et blanc sont colorées minutieusement. Par la cuisson, les couleurs deviennent ensuite brillantes, se transformant en verre et apportant une couleur éclatante à la porcelaine blanche. La porcelaine Kutani se distingue par ses lignes tracées, ses méthodes de brossage pointues et ses images majestueuses,,.
Les fouilles archéologiques ont permis de retrouver la manière dont les fours au XVIIe siècle étaient construits, dans le style Kunati. Le premier four Kunati se composait d'une chambre principale de combustion, de 13 chambres de combustion et d'une cheminée, et la distance horizontale entre la chambre de combustion d'extrémité inférieure et la cheminée supérieure et la hauteur totale étaient de respectivement de 33,4 mètres et 10,75 mètres. La chambre de chauffe se composait d'un lit de sable, d'un lit de feu un niveau plus bas et d'un pare-feu entre les deux, et la paroi arrière était pourvue d'un trou de flamme fait de briques pour former un pilier coupe-feu. De l'état du plancher de la chambre de cuisson, on considère que le four avait été rénové à grande échelle environ trois fois. Le four no 2, qui était à environ 15 mètres au sud du four no 1, avait une longueur totale de 13,02 mètres selon la distance horizontale et était un peu petit, mais l'état de la bouche du feu et du conduit de fumée était bon. Ces fouilles ont permis de réaliser les nouveaux fours selon ces modèles.

### Technique
La décoration en émail vert surglaçure est une caractéristique majeure de ce style. En outre, les articles Kutani illustrés par la technique des nuriume pour peindre sur toute la surface avec des émaux brillants ne laissant aucun espace blanc est une autre caractéristique d'Aote. L'attrait de ce style réside dans ses designs audacieux exprimés avec une coloration vive par nuriume pour décorer toute la surface et l'application de couleurs riches,.
Une approche picturale et réaliste pour dessiner un motif au centre est une autre caractéristique distinctive. L'attrait du style réside dans les images conçues sur la vaisselle avec le travail habile de la brosse dans le dessin sur glaçure comme si elles étaient sorties d'un pliage ou d'un rouleau mural vers la porcelaine,.
Les cinq couleurs de glaçure - rouge, jaune, vert, bleu foncé et violet - sont utilisées pour les conceptions de paysage gosai, les dessins d'oiseaux et de fleurs et les motifs géométriques. Avec des couleurs aussi vives appliquées avec un pinceau puissant, le gosai incarne l'esthétique dynamique du Kutani,.

## Différents style duKutani-yaki
Chaque style possède ses caractéristiques uniques exceptionnelles. Mais même s'ils utilisent des conceptions ou des techniques différentes, les étapes de base pour peindre sont presque les mêmes. D'avord, les peintres dessinent un contour de motifs à l'encre noire appelé Gosu. Cette étape est appelée Hone-gaki, ce qui signifie dessiner un cadre d'une image. Ils ombrent ensuite l'image avec la même encre noire. Une fois l'encre complètement sèche, la troisième et principale étape, le dessin, est effectuée. Durant cette étape, les peintres n'utilisent que le point d'un pinceau pour ajouter des couleurs car cette étape doit être effectuée avec un toucher doux pour ne pas rayer le contour. De plus, les peintres peuvent ajouter une quantité modérée d'encre (une couche d'environ un millimètre d'épaisseur) sur la surface uniformément en utilisant la pointe du pinceau. Cette couche devient du verre brillant après la combustion, et ses couleurs ressortent. Si la couche est trop mince, elle ne devient pas vitreuse et devient rugueuse et sèche.

### Ko-kutani(古九谷?)

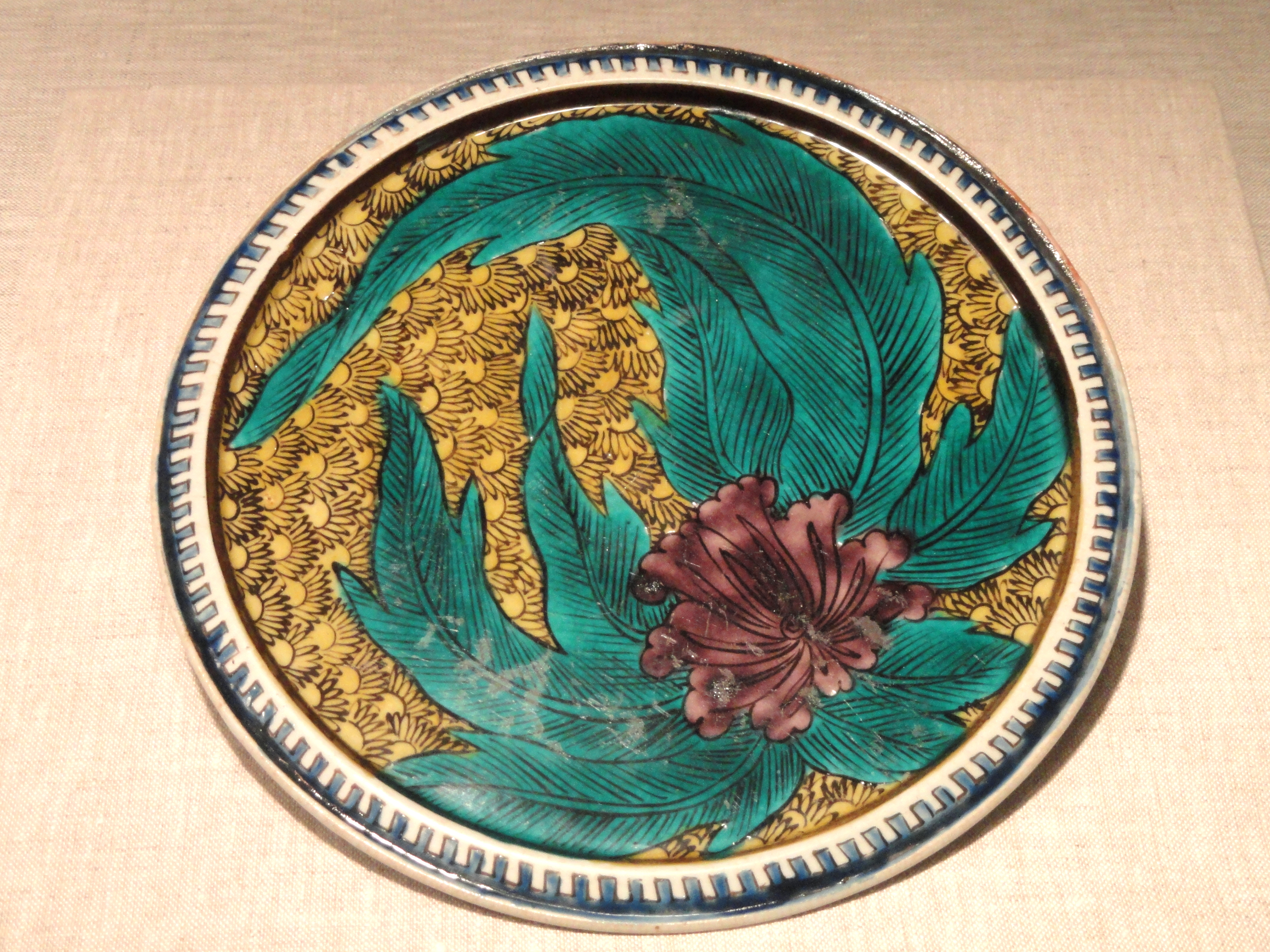
Plat, Kutani-yaki - Ko-kutani, fin du XVIIe siècle, Art Institue of Chicago

Le Ko-kutani est assez réputé pour ses compositions audacieuses. Le Ko-kutani a été développé sous la direction de Kusumi Morikage, un peintre de Kano-ha (l'école Kano). Kano-ha est l'une des écoles les plus célèbres et les plus grandes de la peinture japonaise. Celle-ci a été très active pendant environ 400 ans du milieu de la période Muromachi (XVe siècle) à la fin de la période Edo (XIXe siècle). Le style de Ko-kutani est très dynamique et aérien, et généralement dessiné en vert, jaune, rouge, violet et outremer. Les lignes sont dessinées dans un style libre et facile, et elles donnent aux peintures des impressions plus trainantes. De plus, la composition de Ko-kutani est originale et se sépare des dessins ordinaires de poterie.

### Mokubei(木米?)

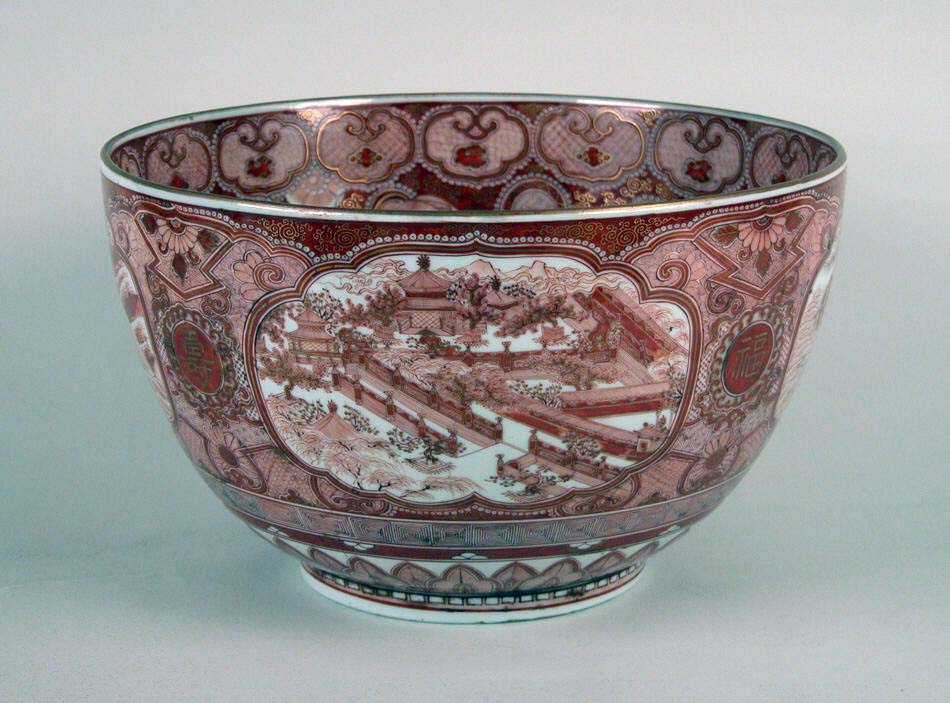
Tasse à thé, Kutani-yaki - Style Mokubei

Le style Mokubei a été lancé environ 80 ans plus tard. Directement hérité du renouveau du Kutani, Mokubei a été développé par Mokubei Aoki, un potier et peintre de Kyoto. La caractéristique du style Mokubei est que la majorité de la porcelaine est colorée en rouge vif. Ses motifs principales sont des figures humaines. Il est peint avec cinq couleurs (vert, jaune, rouge, violet et outremer) comme le Ko-kutani. Ce style de peinture rappelle aisément celui de la porcelaine chinoise,.

### Yoshidaya(吉田屋?)

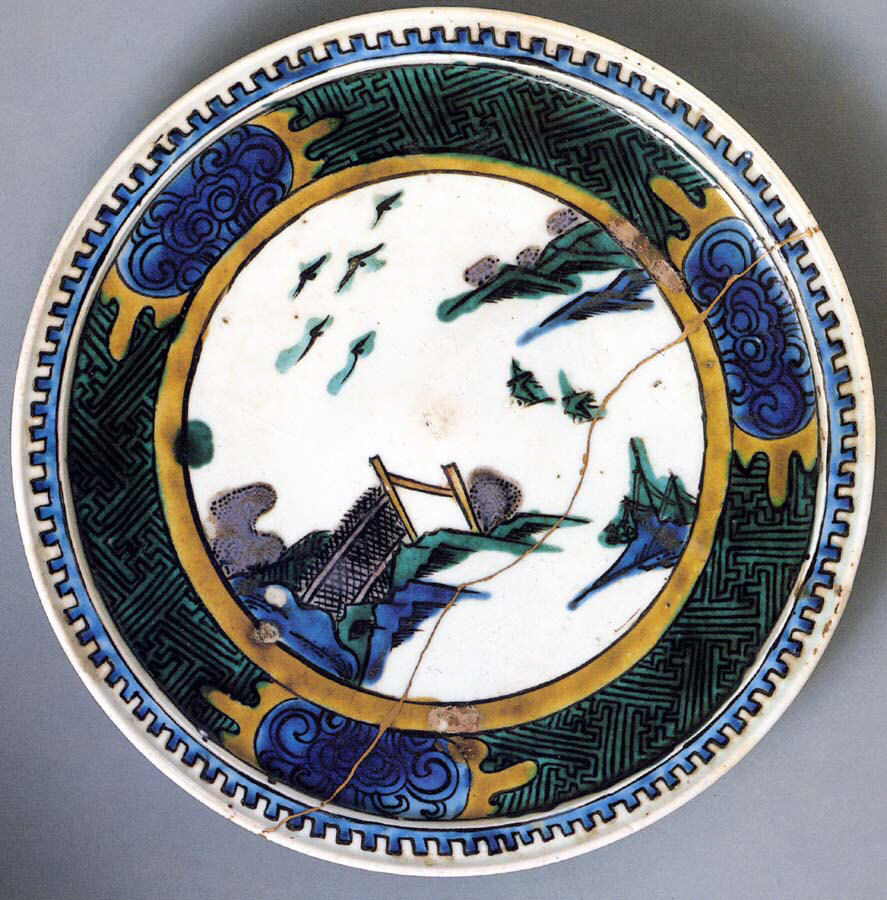
Plat, porcelaine, Kutani-yaki - Style Yoshidaya

Le troisième style Kutani est le style Yoshidaya. Le Yoshidaya se concentre sur l'Aode qui signifie «bleu», littéralement, alors que le Ko-Kutani possédait une grande diversité. Il faut cependant remarquer que la couleur réelle d'Aode est vert foncé. À l'époque de Nara et de la période Heian (vers 700-1100), seuls quelques adjectifs pour décrire les couleurs existaient au Japon. Il n'y avait que le blanc, le rouge, le bleu et le noir. Puisque le japonais n'avait que des mots limités pour les couleurs, chaque adjectif couvrait une grande variété de couleurs. De ce fait puisque la coutume décrivant le vert comme le bleu demeurait, la couleur verte foncée Ko-kutani est toujours appelée Aode (bleu). Yoshidaya a hérité des caractéristiques de l'Aode Ko-kutani, et de ce fait est coloré uniquement en vert foncé, jaune, violet et bleu profond. Le rouge n'est jamais utilisé dans le styke Yoshidaya. Il possède beaucoup de motifs et de motifs tissés. Toute la surface de la porcelaine est recouverte de peinture.

### Iidaya(飯田屋?)
En contraste frappant avec le style Yoshidaya, l'Iidaya est célèbre pour sa peinture rouge marquée. Parfois, de la couleur or est ajoutée comme décoration, mais la couleur principale d'Iidaya feste toujours uniquement le rouge. La particularité d'Iidaya réside aussi dans les lignes incroyablement fines et les nuances de rouge créées par les peintres sur porcelaine. Ceux-ci sont capables de dessiner trois lignes dans un espace d'un millimètre seulement. Il est remarquable que des peintres créent des motifs si précis en utilisant qu'une seule couleur,.

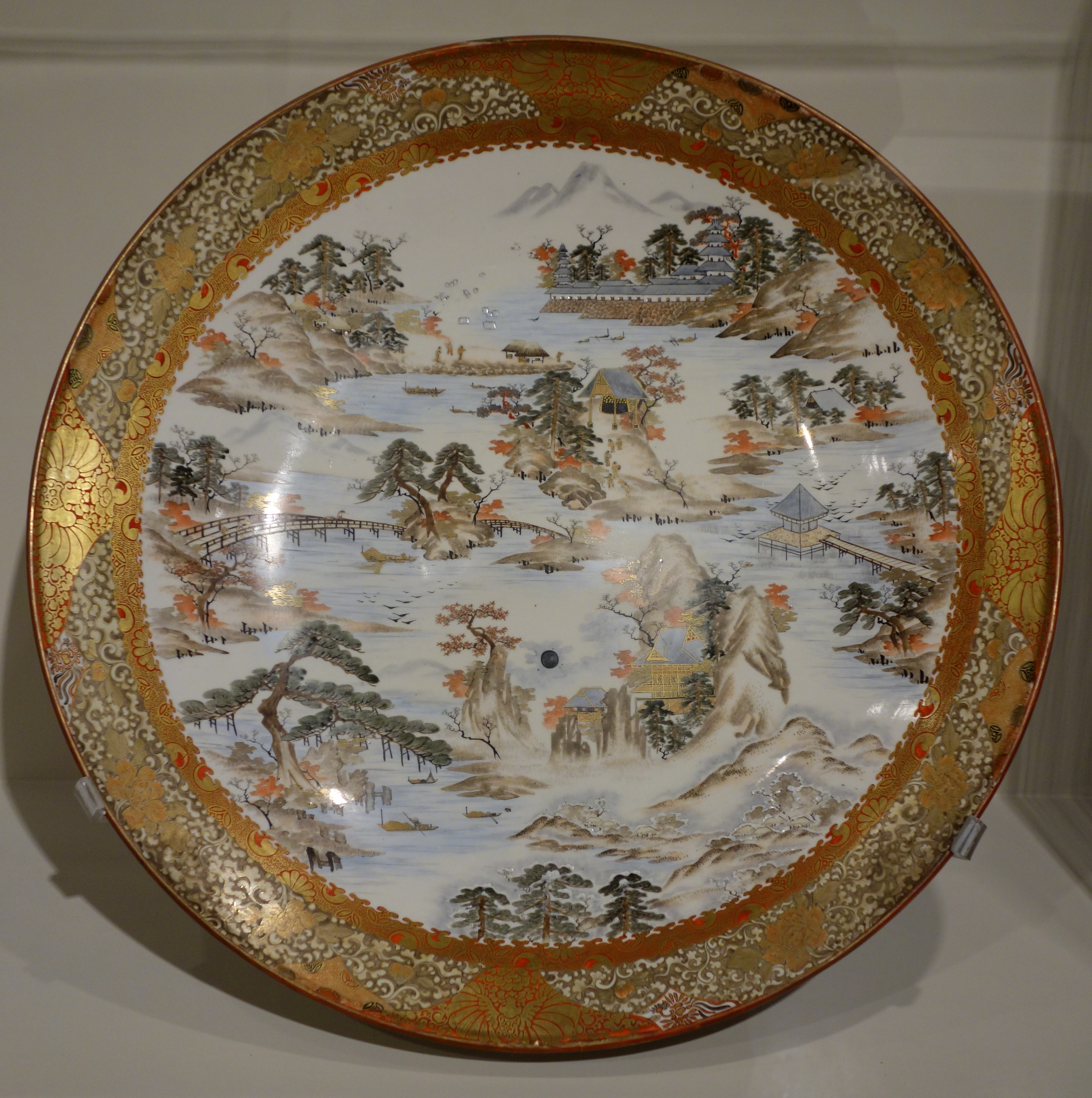
Vue du Lac Biwa, porcelaine, Kutani-yaki - Style Shouza, milieu du XIXe siècle, Cincinnati Art Museum

### Shōza(庄三?)
Le style Shōza est apparu dans les années 1860. Ce style incorpore les styles Ko-kutani, Yoshidaya, Aka-e (dessin rouge ; une technique pour colorer la porcelaine principalement avec du rouge mais parfois aussi avec du vert, du jaune et du bleu profond) et Kinrande (peinture à l'or ; une technique de peinture). Depuis la période Meiji, Shōza a été le courant dominant de l'industrie Kutani,.

### Eiraku(永樂?)

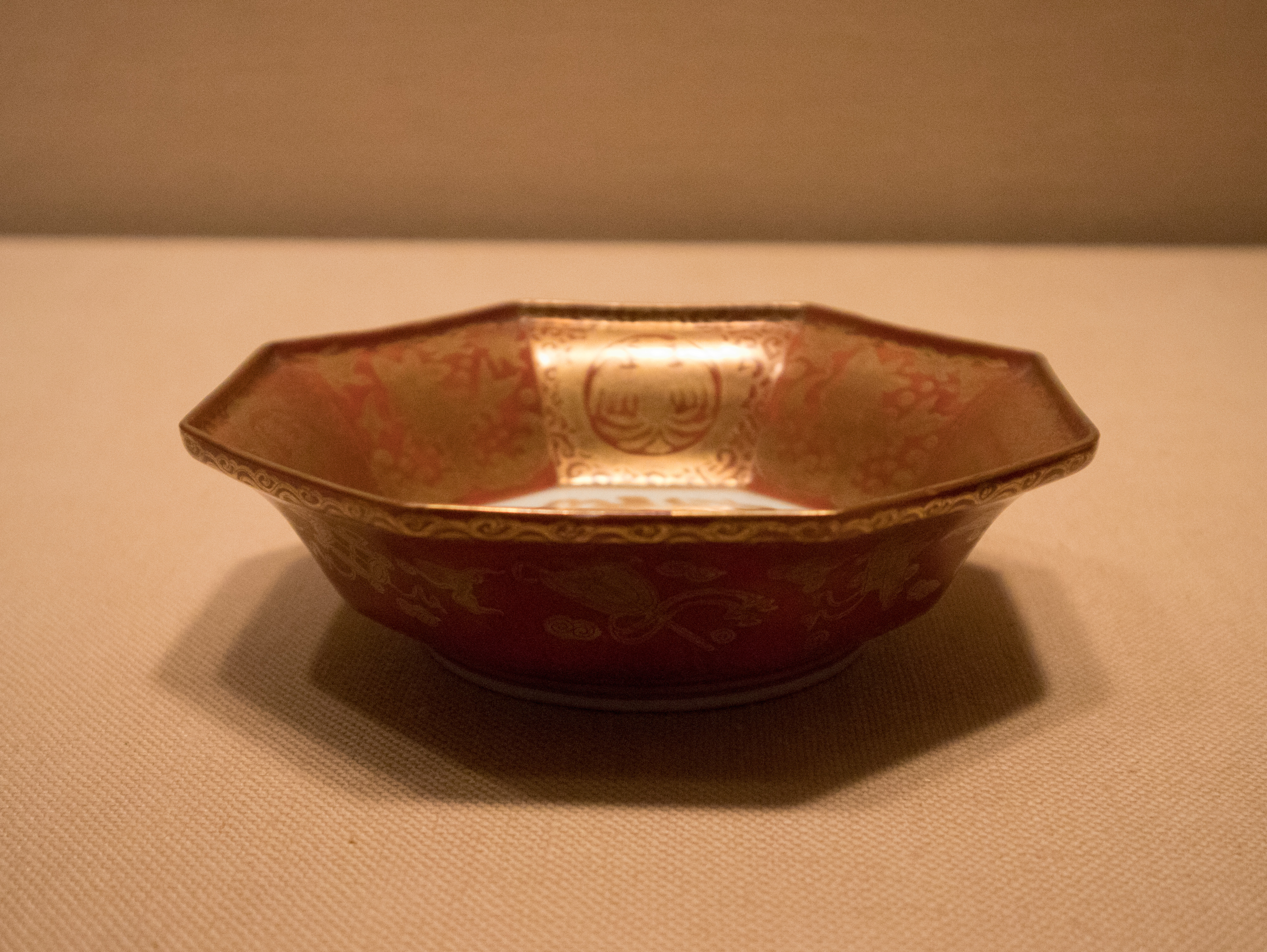
Bol octogonal à motifs de dragons et d'auspice, porcelaine, Kutina-yaki - Style Eiraku

Le style Eiraku est apparu dans les années 1910, et sa technique a été introduite par Wazen Eiraku, un potier du style Kyo, très actif au XIXe siècle. Le nom de ce style porte son nom. La surface entière est d'abord recouvert de rouge, et les peintres ajoutent des décorations uniquement avec de l'or. Ce style par son aspect grandiose rappelle aisément le style Kyo-yaki,,.

## Popularité
Le céramiste moderne Kitaōji Rosanjin (1883-1959) fait l'éloge du Ko-kutani, le décrivant comme « terriblement artistique », et de manière quasi unanime les historiens y voient une des inspirations du peintre Van Gogh.

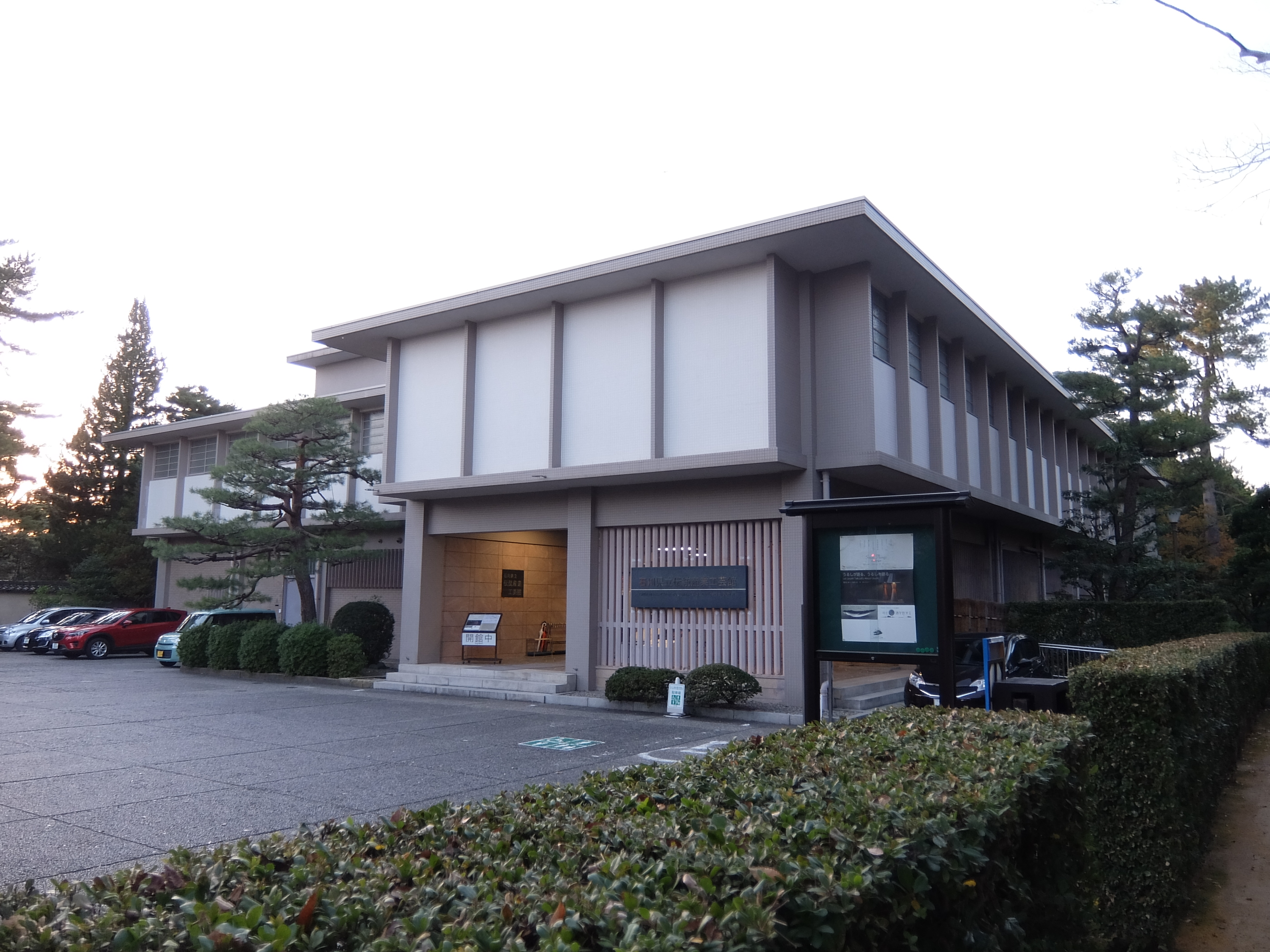
Musée des Arts et Techniques Traditionnels de la Préfecture d'Ishikawa, Ishikawa

Elle a commencé à être exporté au XIXe siècle, en Asie, mais aussi en Europe, et a eu du succès en raison de son fort caractère japonais. Son succès s'est également bâti sur les nombreuses conventions et expositions auxquelles elle a pris part. Au Japon elle possède une réputation de solidité et de qualité et certains de ses artistes sont très célèbres dans le pays, tel Asakura Isokichi,.
La ville de Kunati possède deux musées en rapport avec la porcelaine de Kunati, ville assez touristique, mais les villes de Komatsu, Nomi, Ishikawa et Nasushiobara possèdent également des collections assez conséquentes de porcelaine Kunati,,.
Les ateliers Kunati tentent également de retrouver leur gloire d'antan en réalisant des coups d'éclat médiatiques basé sur une large communication, à l'aide d'artistes renommés.
Elle est souvent considérée comme étant l'une des porcelaines japonaises les plus connues.